# Rex sacrorum

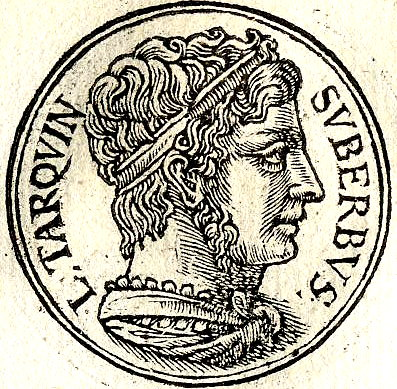
Tarquinius Superbus

Rex sacrorum „král posvátného“ či rex sacrificulus „král obětník“ byl kněžský úřad ve starověkém římském náboženství. Tento kněz byl spolu s pontifiky, flaminy a vestálkami členem Collegii Pontificum, nejvyšší náboženské instituce starověkého Říma. Podle ordo sacerdotum „kněžského pořádí“ při obětních hostinách následoval hned za bohy a byl následován flamines maiores a pontifikem maximem, obecně však byl hlavou římského kultu poslední jmenovaný. Rex sacrorum, stejně jako pontifex maximus, zastával funkci před vznikem Římské republiky obsazenou samotným králem a oba obývali Regii – starý královský palác. Mezi jeho povinnosti patřilo například obětování Ianovi o kalendách nebo oběť regifugium konaná 24. února, při které obětoval v Curia Calaba Junoně, zatímco je manželka regina sacrorum obětovala téže bohyni v Regii. Po obřadu rex sacrorum rychle utíkal, což bylo vykládáno jako odkaz na útěk krále Tarquinia Superba, spíše to však mělo spojistost s očistnou funkcí oběti. Dále také určoval zda nony připadnou na pátý či sedmý den měsíce a o nonách pak vyhlašoval které svátky na daný měsíc připadají.
Pocházel z řad patricijů, jeho funkce byla doživotní a nemohl zastávat jiný úřad. Byl vybírán kolegiem pontifiků a uváděn do úřadu augury nebo podle jiného zdroje volen comitiem calata na návrh pontifika maxima. Jeho moc byla oslabena Zákony dvanácti desek v 5. století př. n. l., které převedli část náboženských pravomocí na světské úředníky. V roce 275 př. n. l. stále oznamoval data náboženských svátků, ale jeho význam již výrazně upadl. Na konci republiky vedla omezení plynoucí z této funkce, mimo jiné bránící politickému vlivu, k tomu že úřad nebyl obsazován, na konci 1. století př. n. l. však byla pozice císařem Augustem obnovena a zanikla až s nástupem křesťanství ve 3. století.